# Kreditrisiko
Kreditrisiko er risikoen for at lide et tab som følge af, at modparten ikke kan opfylde sine forpligtelser. Kreditrisiko kan opdeles i udstederrisiko, modpartsrisiko og likviditetsrisiko.

## Udstederrisiko
Risiko for, at en udsteder af aktier eller obligationer går konkurs. Den der har købt de udstedte aktier eller obligationer, risikerer at miste den aktuelle værdi af det indskudte beløb. Risikoen vil derfor være lig med markedsværdien.

## Modpartsrisiko
Risiko for, at modparten i en aftale ikke kan overholde det, som er aftalt.
Der kan for eksempel være tale om en finansiel aftale, hvor et udlån til modparten ikke kan betales tilbage, som følge af dennes konkurs.